# Defragmentering

Visualisering av fragmentering och därefter defragmentering.

Defragmentering är en process med målet att minska fragmentering i ett filsystem. Detta görs genom att fysiskt omorganisera innehållet i filsystemet för att lagra ihophörande filer närmare varandra och kontinuerligt. Processen har också som mål att skapa större regioner med fritt utrymme genom att komprimera områdena med information, och därmed göra återkomsten av fragmentering svårare. 
När filer lagras på hårddisken på en dator sparas de i minnesblock vars storlek är beroende av hårddiskens storlek och konstruktion samt av det operativsystem som används. Vanligtvis är de i storleksordningen några kilobyte. Minnesblocken är normalt små i förhållande till stora filer som används, i annat fall skulle det leda till massor av outnyttjat utrymme vid lagring av små filer eftersom de alltid måste allokera minst ett helt block för att vara adresserbara. Som en följd av att blocken är mycket mindre än filerna kommer filerna att delas upp på flera block.  

## Orsak
Normalt lagras filen i en mängd på varandra följande block eftersom det är praktiskt och gör att läsning och skrivning av filen går snabbare, men efter en tids användning av datorn med upprepad skrivning och radering av filer på hårddisken blir de sammanhängande följderna av oanvända minnesblock allt kortare. Stora filer måste då delas upp och lagras på flera olika ställen på hårddisken vilket gör läsning och skrivning av filer långsammare, filsystemet fragmenterar. Defragmentering försöker att åtgärda dessa problem. Vanligen används ett inbyggt program i operativsystemet för att sköta defragmenteringen i bakgrunden när datorn inte används. 

## SSD-diskar
För en konventionell mekanisk hårddisk är defragmentering viktigt för att förbättra hastigheten. När data hämtas från eller sparas på hårddisken måste läshuvudet flyttas till rätt spår och disken rotera till rätt position för varje fragment som ska hanteras. En fragmenterad fil tar därför längre tid att hantera, när de mekaniska rörelserna måste göras flera gånger. I en SSD-disk har man inte detta problem, eftersom den inte har några rörliga delar. Dessutom har en SSD-disk en begränsning i hur många gånger information kan skrivas och raderas i varje cell. Ju mer man skriver och raderar data på en sådan desto fler celler blir obrukbara och det användbara lagringsutrymmet  minskar. Därför bör man inte använda defragmenteringsverktyg på en SSD-disk.

## Andra åtgärder
Ett sätt att minska fragmenten på hårddisken är att skapa olika sorters partitioner där program som skapar och tar bort mycket filer läggs på en partition, t.ex. webbläsaren som skapar tusentals filer tillfälligt för att senare ta bort dem igen, på en annan partition läggs program som behöver skriva väldigt lite till hårddisken. Denna åtgärd ger två fördelar, den första är att program körs fortare eftersom de ligger på andra partitioner av hårddisken och det andra är att defragmenteringen går snabbare eftersom den inte behöver jobba med så mycket filer.

## Optimering
Förutom defragmentering kan det ofta finnas inbyggda funktioner för att optimera hårddisken för att minska tiden det tar för att ladda program och öppna filer. Eftersom de yttre spåren på hårddisken har högre överföringshastighet än de inre spåren, därför läggs filerna i de yttre kanterna på hårddisken för att öka prestandan.